# Lillian Moller Gilbreth
Lillian Moller Gilbreth (Oakland, Kalifornia, 1878. május 24. – Phoenix, Arizona, 1972. január 2.), amerikai mérnök, az egyik első olyan nő, aki mérnöki végzettsége mellett PhD fokozatot is szerzett. Az egyik első munkapszichológusnak is tartják. Férjével, Frank Bunker Gilbreth-el együtt Gilbreth, Inc. néven tanácsadócéget alapított. Több elnöknek is dolgozott tanácsadóként olyan témákban, mint a háborús termelés, vagy a fizikailag fogyatékosok rehabilitálása. 1926-ban első női tagja lett az Amerikai Mérnökök Társaságának.
A Kaliforniai Egyetemen végzett Berkeleyben. Első PhD disszertációja megírása után, melynek a címe a Menedzsment Pszichológiája volt, a diplomát nem vehette át, így később, 1915-ben újabb disszertációt írt, ekkor már a Brown Egyetemen. 22 egyetem díszdoktora is volt.
Kutatásai során Gilbreth kombinálta a mérnöki és a pszichológiai tudományokat, és arra tanította a mérnököket, hogy lássák a munka pszichológiai vonatkozásait is. A Taylor nevéhez fűződő módszereket (taylorizmus) nem tartotta könnyen alkalmazhatóaknak, sem hatékonynak.
Férjével 12 gyereket neveltek, aminek a feladatait nem volt könnyű összeegyeztetnie tudományos munkájával. Családi életükről később fia, ifj. Frank Bunker Gilbreth és lánya Ernestine Gilbreth Carey könyvet írt Cheaper by the Dozen (Tucatjával olcsóbb) címen, melyből 1950-ben filmet is forgattak.

## Fordítás
- Ez a szócikk részben vagy egészben  a   Lillian Moller Gilbreth című angol Wikipédia-szócikk ezen változatának fordításán alapul.  Az eredeti cikk szerkesztőit annak laptörténete sorolja fel. Ez a jelzés csupán a megfogalmazás eredetét és a szerzői jogokat jelzi, nem szolgál a cikkben szereplő információk forrásmegjelöléseként.